# Učinek povečane prepustnosti in zadrževanja
Učinek povečane prepustnosti in zadrževanja ali učinek EPR (iz angleščine enhanced permeability and retention) je lastnost molekul, kot so liposomi in makromolekule zdravil, da se zaradi določene velikosti bolj kopičijo v tumorskem tkivu kot pa v normalnih tkivih.
Razlog za to je dejstvo, da tumorske celice stimulirajo rast krvnih žil (angiogenezo) zaradi potrebe po hitri rasti. Namreč, pri tumorjih velikosti okoli 2-3 mm3 postane izmenjava kisika, hranil in drugih snovi med tumorjem in njegovim okolje otežena, zato je za nemoteno rast potrebno razraščanje žilja. Le-to se zelo razlikuje od normalnega, predvsem glede nepravilne strukture, visoke prepustnosti (permeabilnosti), kar je posledica številnih fenestracij velikosti od 100 nm do 2 μm, ter odsotnosti gladkomišične plasti, receptorjev za angiotenzin II in/ali oživčenja, zaradi česar je svetlina (lumen) tumorskega žilja v stanju stalne dilatacije (tj. so razširjene), odtekanje limfe pa je oteženo, poleg tega pa k slednjemu prispeva še slaba razvitost limfnega ožilja. Vsi našteti dejavniki prispevajo k nenormalni dinamiki transporta molekul in tekočin, natančneje k ekstravazaciji (izstop ali izliv telesnih tekočin) in zadrževanju le-tega na mestu tumorja.  Na nizkomolekularne učinkovine učinek EPR ne deluje, saj slednje po vstopu v tumor hitro oddifundirajo nazaj v krvni obtok in se odstranijo skozi ledvice.
Učinek EPR ima za medicino veliki pomen, saj ga lahko pri zdravljenju raka izkoristimo za pasivno ciljanje tumorskih celic. Z vključevanjem protitumorskih učinkovin (kot je doksorubicin) v nanodostavne sisteme (NS) (bodisi organskega izvora, kot so liposomi, bodisi anorganskega izvora, kot so zlate nanokapsule), se je tako možno izogniti nezaželenim posledicam kemoterapije, saj lahko zavarujemo učinkovine pred prezgodnjo razgradnjo, preprečimo prezgodnjo medsebojno delovanje učinkovine z okoljem, izboljšamo prodiranje (penetracijo) učinkovine v tumorsko tkivo, omogočimo nadzirano sproščanje učinkovine in izboljšamo dostavo učinkovin v celice.